# Графство Ваймар-Орламюнде
Графството Ваймар-Орламюнде (на немски: Grafschaft Weimar-Orlamünde) е от 1062 до 1365 г. територия в Свещената Римска империя в днешна Тюрингия, Германия. То се състои от териториите на Графство Ваймар и Графство Орламюнде. Управлява се от фамилията на графовете от Дом Ваймар-Орламюнде с центрове във Ваймар на Илм и Орламюнде на Зале.
Граф Ото I от старата линия на графовете от Ваймар става около 1060 г. собственик на Графство Орламюнде. Когато през 1062 г. Отовият по-голям брат, управляващ във Ваймар граф Вилхелм IV, умира бездетен, Ото получава също Графство Ваймар. Оттогава двете територии са свързани като Графство Ваймар-Орламюнде.
През 1112 г. графството попада чрез наследство на род Аскани. Графовете на Ваймар-Орламюнде от род Аскани загубват графството през 1365 г. в полза на Ветините. Фамилията на графовете фон Ваймар-Орламюнде измира през 1486 г.